# Interfície extensible avançada

Mecanisme bàsic d' encaixada de mans del protocol AMBA AXI. En aquest exemple, l'entitat de destinació espera un VÀLID elevat per afirmar el seu propi READY.

L'Advanced eXtensible Interface (amb acrònim anglès AXI) és un protocol de bus de comunicació en xip desenvolupat per ARM. Forma part de les especificacions Advanced Microcontroller Bus Architecture 3 (AXI3) i 4 (AXI4).
AXI es va introduir l'any 2003 amb l'especificació AMBA3. El 2010, una nova revisió d'AMBA, AMBA4, va definir el protocol AXI4, AXI4-Lite i AXI4-Stream. AXI està lliure de drets i la seva especificació està disponible gratuïtament a ARM.
AMBA AXI especifica molts senyals opcionals, que es poden incloure en funció dels requisits específics del disseny, fent d'AXI un bus versàtil per a nombroses aplicacions.
Si bé la comunicació a través d'un bus AXI és entre un sol iniciador i un únic objectiu, l'especificació inclou una descripció detallada i senyals per incloure interconnexions N:M, capaços d'estendre el bus a topologies amb més iniciadors i objectius.
AMBA AXI4, AXI4-Lite i AXI4-Stream han estat adoptats per Xilinx i molts dels seus socis com a principals busos de comunicació en els seus productes.
AXI defineix un mecanisme bàsic de sincronisme, compost per un senyal xVALID i xREADY. El senyal xVALID és impulsat per la font per informar a l'entitat de destinació que la càrrega útil del canal és vàlida i que es pot llegir a partir d'aquest cicle de rellotge. De la mateixa manera, el senyal xREADY és impulsat per l'entitat receptora per notificar que està preparada per rebre dades.
A l'especificació AXI, es descriuen cinc canals:
- Canal de lectura de l'adreça (AR)
- Canal de lectura de dades (R)
- Canal d'adreça d'escriptura (AW)
- Canal d'escriptura de dades (W)
- Canal de resposta d'escriure (B)

A part d'algunes regles bàsiques d'ordenació, cada canal és independent l'un de l'altre i té el seu propi parell de senyals d'enllaç xVALID/xREADY.